# Alan Dean Foster
Pour les articles homonymes, voir Foster.
Œuvres principales
- Pip & Flinx
- The Icerigger
- The Damned
- Alien
- Le Réveil de la Force

Alan Dean Foster, né le 18 novembre 1946 à New York, est un écrivain de science-fiction et un scénariste américain. On lui doit notamment les novélisations des trois premiers Alien.

## Biographie
Alan Dean Foster possède un diplôme universitaire en sciences politiques et en relations publiques.
En plus d'avoir écrit les novélisations des trois premiers Alien, il est officieusement l'auteur de la novélisation de l'épisode IV de la saga Star Wars bien que George Lucas l'indique dans le prologue de l'épisode 4, dont Foster a défini en 1976 les lieux, l'époque, la physique, les planètes, les races, l'histoire et la technologie de Star Wars, George Lucas ne lui ayant donné qu'un script avec les événements du premier film Star Wars, et officiellement celle de l'épisode VII publiée le 5 janvier 2016, pour relancer la saga sur sa troisième trilogie. Une des scènes de son roman n'a pas été filmée, la poursuite en scooter des neiges sur la dernière planète, où reste Han Solo. Il a également participé au scénario de Star Trek, le film.
On lui doit de nombreux romans dans différents genres : science-fiction, fantasy, policier, horreur et western.
Il écrit aussi sous le pseudonyme de James Lawson.

## Œuvres

### UniversStar Wars

#### Romans indépendants
- (en) Splinter of the Mind's Eye, 1978
- Tempête intergalactique, Fleuve noir, coll. « Star Wars » no 83, 2007 ((en) The Approaching Storm, 2002)  (ISBN 978-2-265-08514-5)

#### Novélisations de film
- La Guerre des étoiles, Presses de la Cité, 1977 ((en) Star Wars: From the Adventures of Luke Skywalker, 1976)  (ISBN 2-258-00297-4)Paru sous le nom de George Lucas - Réédition, Fleuve noir, coll. « Star Wars » no 1, 1999 (ISBN 2-265-06730-X) ; réédition dans le recueil Intégrale épisodes IV - V - VI, Pocket, coll. « Star Wars » no 150, 2015 (ISBN 978-2-266-26221-7)
- Le Réveil de la Force, Fleuve noir, coll. « Outrefleuve », 2016 ((en) The Force Awakens, 2016)  (ISBN 978-2-265-11576-7)Réédition, Pocket, coll. « Star Wars » no 141, 2017 (ISBN 978-2-266-27534-7)

### Sf trilogie / séries
- Pip & Flinx 1972-1983  (Ballantine Books, Del Rey Books)
- The Icerigger, 1974-1993  (Ballantine Books, Del Rey Books)
- Spellsinger, 1983-1994 (Warner Books)
- The Damned, 1991-1997 (Ballantine Books, Del Rey Books)

#### The Tipping Point Trilogy
1. The Human Blend, 2010 (Del Rey)
2. Body, Inc., 2012 (Del Rey)
3. The Sum of Her Parts, 2012 (Del Rey)

#### Romans indépendants
- Midworld, 1975
- Cachalot, 1980
- Nor Crystal Tears, 1982
- Voyage to the City of the Dead, 1984
- Sentenced to Prism, 1985
- (en) Maori, 1988
- The Howling Stones, 1997 (Ballantine Books, Del Rey Books)
- Interlopers, 2001 (Ace Books)
- Drowning World, 2003 (Ballantine Books, Del Rey Books)
- Sagramanda, 2006 (Pyr)
- Quofum, 2008 (Ballantine Books, Del Rey Books)
- Oshenerth, 2016 (Worldfire Press)

### Novélisations de films
- Alien, le huitième passager (1979, Alien), éditions J'ai lu, coll. Science-fiction, no 1115, 1980)
- Le Trou noir (1980, Black Hole), éditions J'ai lu, coll. Science-fiction, no 1129, 1980.
- Le Choc des Titans (1981, Clash of the Titans), éditions J'ai lu, coll. Science-fiction, no 1210, 1981.
- Outland (1981, Outland)
- The Thing (1982, The Thing), édition J'ai lu, coll. Science-fiction, no 1366, 1982.
- Krull (1983, Krull), édition J'ai lu, coll. Science-fiction, no 1600, 1984.
- Starfighter (1984, The last Starfighter), Presses de la Cité, 1985.
- Starman (1984, Starman), édition J'ai lu, coll. Science-fiction, no 1854, 1985.
- Aliens, le retour (1986, Aliens), édition J'ai lu, coll. Science-fiction, no 2105, 1986.
- Futur immédiat, Los Angeles 1991 (1988, Alien Nation), J'ai lu, coll. Science-fiction, no 2505, 1989.
- Catchfire (1990, Catchfire)
- Alien³ (1992, Alien 3), Édition J'ai lu, coll. Science-fiction, no 3294, 1992.
- Les Chroniques de Riddick (2004, The Chronicles of Riddick), Fleuve Noir, Cinéma, 2004.
- Terminator Salvation, édition Milady, 2009
- Transformers 2 : La Revanche (Transformers: Revenge of the Fallen), Titan Books Ltd, 2009
- Star Trek, Del Rey, 2009
- Star Trek Into Darkness, Simon & Schuster, 2013

### Novélisations de jeux vidéo
- Shadowkeep (1984), Warner
- The Dig (1996), Warner & SFBC

## Autres médias
- 1998 : Welcome to Paradox (série tv) (épisode 1) Our Lady of the Machine
- 1979 : Star Trek, le film
- Steve Jackson Games